# Over (Fayrayの曲)
「Over」（オーバー）は2001年10月11日にリリースされたFayrayの10thシングル。発売元はavex trax。

## 収録曲
全編曲：佐橋佳幸
1. Over
  - 作詞・作曲：Fayray
2. I Touch Myself
  - 作詞・作曲：Billy Steinberg、Tom Kelly、Mark McEntee、Christina Amphlett

ディヴァイナルズ（英語版）の同曲のカバー。

## 参加ミュージシャン
Over
- Fayray：Chorus
- 佐橋佳幸：Guitar
- 柴田俊文：Keyboards

I Touch My Self
- 佐橋佳幸：Guitar
- 青山純：Drums & Cowbell
- 富倉安生：Bass
- 柴田俊文：Vox Organ（英語版） & Synthesizer
- 飯尾芳文：Tambourine
- Brenda Vaughn・Paula J・Fayray：Chorus
- 石川鉄男：Programming & Sampling

## タイアップ
- カネボウ化粧品「KATE」CMソング（#1）
- テレビ東京系「倫敦音楽館 Lon-mu」エンディングテーマ（#1）

## テレビ出演
Over
- 2001年10月9日 日本テレビ系「AX MUSIC-FACTORY」
- 2001年10月14日 NHK BS2「BEAT MOTION」
- 2001年10月16日 テレビ東京系「倫敦音楽館 Lon-mu」
- 2001年11月5日 フジテレビ系「HEY!HEY!HEY! MUSIC CHAMP」